# James J. Couzens

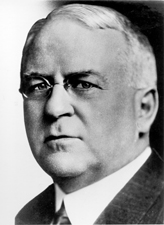
James J. Couzens

James Joseph Couzens (* 26. August 1872 in Chatham, Ontario, Kanada; † 22. Oktober 1936 in Detroit, Michigan) war ein US-amerikanischer Unternehmer, Politiker der Republikanischen Partei und sowohl Bürgermeister von Detroit als auch langjähriger Senator für Michigan.

## Biografie

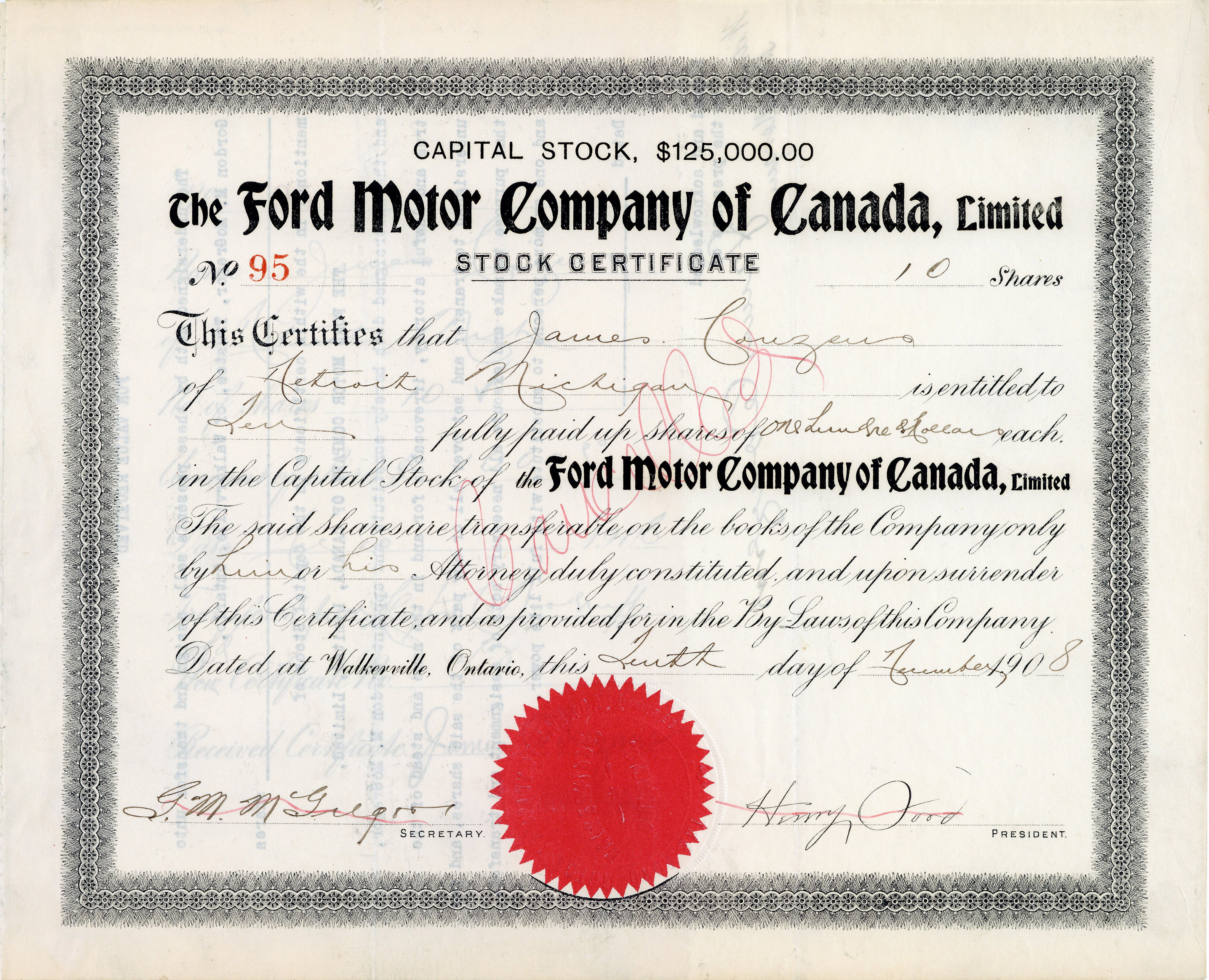
Aktie der Ford Motor Company of Canada, ausgestellt am 10. November 1908 in Walkerville, Ontario, eingetragen auf Henry Couzens, im Original unterschrieben von Henry Ford als Präsident

Couzens gehörte 1903 zu den Mitbegründern von Ford und war bis 1919 in der Ford Motor Company tätig.
Zugleich begann er zunächst eine kommunalpolitische Laufbahn in Detroit und war zunächst von 1913 bis 1915 Kommissar für die Straßenbahnen (Commissioner of Street Railways). Im Anschluss war er zwischen 1916 und 1918 Polizeipräsident der Stadt (Police Commissioner). Danach war er schließlich selbst Bürgermeister (Mayor) von Detroit und bekleidete dieses Amt von 1919 bis 1922.
Am 29. November 1922 wurde er zum US-Senator ernannt, um die Amtszeit von Truman Handy Newberry zu beenden, der zuvor wegen des Vorwurfs des Wahlbetrugs am 18. November 1922 zurückgetreten war.
Auf seine Initiative aus dem Jahr 1924 hin erfolgte 1926 die Bildung eines Gemeinsamen Ausschusses für Steuern des US-Kongresses (United States Congress Joint Committee on Taxation) durch den Revenue Act of 1926. Zu dieser Zeit existierten zahlreiche Berichte über Ineffizienz und Verschwendung innerhalb der Behörde, ebenso wie es zahlreiche Anschuldigungen gab, dass die Methode der Steuerrückzahlungen zahlreiche Anreize für Bestechung der Finanzbeamten böte. Eine der Kernaufgaben, die der damalige Ausschuss untersuchen sollte, war die Schätzung des Werts von Ölbohranlagen – es gab anscheinend kein System, keine Kohärenz und anscheinend auch keine kompetente Aufsicht über die Verfahren, die damals abliefen. Nachdem der Senator 1925 öffentlich das Bureau beschuldigt hatte, dem Staat Millionen von Steuerdollar durch die bevorzugte Behandlung großer Firmen vorzuenthalten, teilte eben jenes Bureau ihm kurz danach mit, er solle 10 Millionen Dollar an persönlichen Steuern nachbezahlen.
Während seiner Mitgliedschaft im US-Senat war er außerdem von 1926 bis 1929 Vorsitzender des Senatsausschusses für Bildung und Arbeit (US Senate Committee on Education and Labor). Danach war er zwischen 1928 und 1933 Vorsitzender des Senatsausschusses für zwischenstaatlichen Handel (US Senate Committee on Interstate Commerce).
Couzens kandidierte als Vertreter der Republikaner mehrmals erfolgreich für die Wiederwahl und gehörte somit dem Senat der Vereinigten Staaten als Inhaber des zweiten Senatssitzes (Senator Class 2) von Michigan bis zu seinem Tode an. Allerdings unterlag er bei den republikanischen Vorwahlen für die Senatswahl 1936 seinem parteiinternen Herausforderer Wilber M. Brucker, einem ehemaligen Gouverneur von Michigan.
Couzens heiratete am 31. August 1898 Margaret Ann Manning, mit der er sechs Kinder hatte. Sein Sohn Frank Couzens war 1933 sowie 1934 bis 1938 ebenfalls Bürgermeister von Detroit.